# 帕赛尔附近诺伊多夫
帕赛尔附近诺伊多夫是奥地利施蒂利亚州魏茨县的一个市镇。总面积12.71平方公里，总人口495人，人口密度38.9人/平方公里（2005年）。